# Molophilus piggibilla
Molophilus piggibilla là một loài ruồi trong họ Limoniidae. Chúng phân bố ở miền Australasia.